# Bren
Bren är ett brittiskt kulsprutegevär eller lätt kulspruta. Det användes av Storbritanniens armé från 1935 till 1990-talet och kom till användning i stor omfattning under andra världskriget. Vapnet, med sitt distinkta krökta magasin på ovansidan, var en brittisk version av den tjeckoslovakiska ZB vz. 26 från 1920-talet. Namnet "Bren" är en sammandragning av orterna Brno och Enfield där vapenfabrikerna i Tjeckoslovakien och Storbritannien var placerade.

## Utveckling

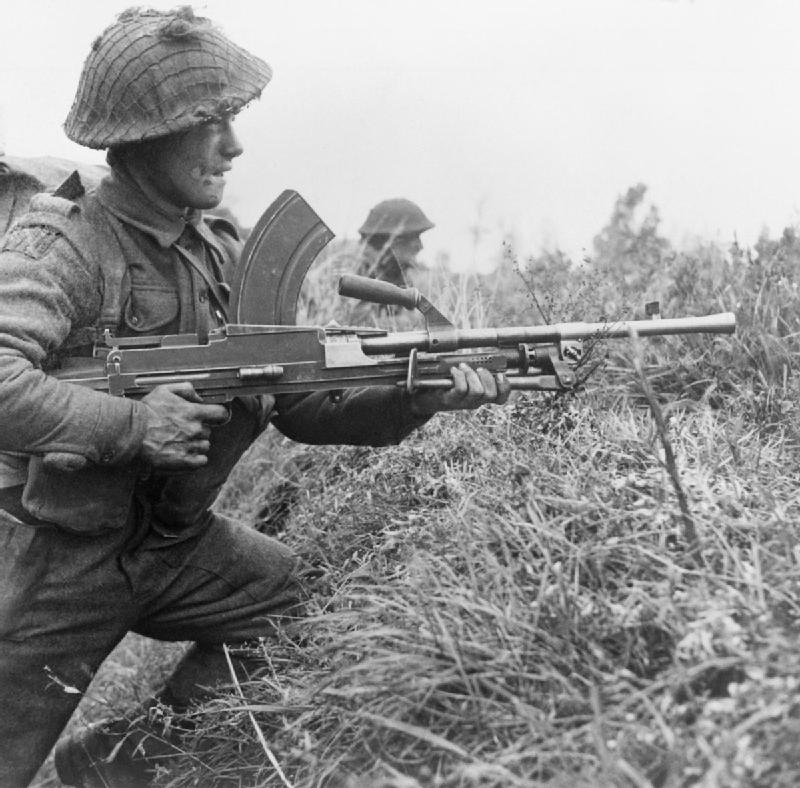
En Bren-skytt ur 8th Royal Scots 1944.

I början av 1920-talet utvecklade vapenkonstruktören Václav Holek vid den tjeckoslovakiska vapentillverkaren Zbrojovka Praga prototypen till vad som senare skulle bli Bren. En första modell, "vz. 24", hann precis godkännas av den tjeckoslovakiska armén när tillverkaren gick i konkurs. Tillverkningen flyttades till den statliga fabriken Zbrojovka Brno, ZB. Med några mindre förbättringar påbörjades serietillverkning av modellerna "vz. 26" och "vz. 27".
Storbritannien utförde i slutet av 1920-talet och början av 1930-talet tester mellan olika kulsprutor. Det tjeckoslovakiska vapnet visade sig vara överlägset den brittisktillverkade Vickers-Berthier och en särskild version i den brittiska kalibern .303, ZGB vz. 30, togs fram för de vidare brittiska testerna. Mellan 1931 och 1935 levererades ett antal ZGB 30 i olika utföranden. Under fältförsöken fungerade de så bra att de till slut godkändes för införande i de brittiska styrkorna. Den 24 maj 1935 tecknades en licens för tillverkning av vapnen i Storbritannien.

## Myter
En vittsprid myt är att Bren skulle varit "för träffsäker" i bemärkelsen att spridningen av kulorna vid automateld skulle vara så liten att alla kulor skulle träffa samma mål, och därför inte kunna avge effektiv yttäckande eld. Detta kan avfärdas som nonsens, eftersom den tunga Vickerskulsprutan hade bättre precision utan att få klagomål över detta.